# Селиванов, Фёдор Андреевич
Фёдор Андре́евич Селива́нов (30 июня 1928, село Алтат, ныне Пировского муниципального округа Красноярского края — 5 мая 2012, Тюмень) — советский и российский философ, специалист по теории познания, этике и эвристике. Основатель тюменской философской школы. Доктор философских наук. Профессор. Заслуженный деятель науки Российской Федерации (1995). Член Союза писателей России (2003). Действительный член Академии социальных наук.
Основные направления научной деятельности: гносеология, этика, эристика; исследовал категорию блага в философии. Считается основателем эррологии — науки о логических ошибках, заблуждениях и первооткрывателем атасферы — сферы глупости, в противоположность ноосфере В. И. Вернадского.

## Биография
Окончил в 1952 году отделение логики, психологии и русского языка историко-филологического факультета Томского государственного университета. После окончания университета работал учителем, а затем и завучем Томской средней школы № 1. Работал сначала ассистентом, затем доцентом на кафедре философии ТГУ. Защитил кандидатскую диссертацию «Сущность морали и специфика этических качеств».
С 1966 по 1990 год заведовал кафедрой философии в Тюменском индустриальном институте. В 1971 году защитил докторскую диссертацию на тему «Исследование общего в заблуждениях».
С 1991 года — заведующий кафедрой философии и культурологи в Тюменском государственном институте искусств и культуры.
В последние годы преподавал в Тюменском государственном нефтегазовом университете, участвовал в подготовке специалистов нефтегазовой отрасли.
Философу посвящена ежегодная международная научная конференция «Селивановские чтения» в Тюмени.

## Научная деятельность
Занимался вопросами этики. В мировоззрении придерживался позиций диалектического материализма, автор статей по вопросам теории связи и заблуждения, категорий абсолютного и относительного.

## Публикации
Автор 25 монографий, более 200 научных статей в различных областях философского знания, логики, этики.
Является автором монографии «Благо», в которой были раскрыты основные понятия категории блага в их осмыслении с позиции этики, практики в поведении людей в жизни: Селиванов, Ф. А. Благо, истина, связь/Ф. А. Селиванов — Тюмень, 2010.
Также Ф. А. Селиванов является автором художественных произведений, в частности «Рассказов о философах».